# Bokserie
En bokserie, ofta kallad romansvit om de ingående böckerna är romaner, är ett antal böcker vilka publiceras som sammanhängande i en serie och/eller av författaren/författarna är avsedda att uppfattas som en serie. Ofta är huvudpersonerna eller miljön samma från bok till bok och handlingen kan vara mer eller mindre sammanhängande, men det som binder samman böckerna kan också vara tema, genre eller mer vaga begrepp som litterär kvalitet. Exempel på bokserier i denna betydelse är Margit Sandemos Sagan om Isfolket och Smurfarna.

## Andra betydelser
Med bokserie kan också åsyftas det som med en biblioteksteknisk term kallas "monografiserie" eller bara "serie". Enligt Katalogiseringsregler för svenska bibliotek (Bibliotekstjänst, 1983) definieras sålunda: "1. Ett antal självständiga objekt som utges i en i princip ändlös följd och sammanhålls av en gemensam titel; vanligen likformiga till utseendet och oftast numrerade. 2. Särskilt numrerad sekvens av volymer av seriell publikation."
Observera att serie i denna betydelse inte behöver ha gemensamma upphovsmän, huvudpersoner eller ämne. Exempel på serier i denna betydelse är Panacheserien och Aldusserien.